# Dentex tumifrons
Dentex tumifrons és un peix teleosti de la família dels espàrids i de l'ordre dels perciformes.

## Morfologia
Pot arribar als 35 cm de llargària total.

## Distribució geogràfica
Es troba a les costes del Pacífic occidental (des del Japó i Indonèsia fins al nord-oest d'Austràlia).